# چارلز کرول مستعمره‌نشین
چارلز کرول (به انگلیسی: Charles Carroll the Settler) (۱۷۲۰–۱۶۶۱) که گاهی به منظور افتراق او از پسر و نوه اش، چارلز کرول مستعمره‌نشین نامیده می‌شود، حقوقدان و کشاورزی ثروتمند در مستعمرهٔ مریلند بود. کرول که یه کاتولیک بود، بیش از هر چیز به خاطر تلاش‌هایش برای تصدی جایگاه در حکومت مریلند مشهور است؛ مریلندی که تحت سلطهٔ پروتستان‌ها بود و نتیجهٔ تلاش‌های کرول چیزی جز محروم شدن کاتولیک‌ها از حق انتخاب نبود.
چارلز که دومین پسر والدینی ایرلندی-کاتولیک بود، در فرانسه به عنوان یک وکیل فارغ‌التحصیل شد؛ پس از آن به انگلستان بازگشت و نخستین گامهای خود را در حرفه‌ای قانونی پی گرفت. او پیش از آنکه مسیر شغلی خود را توسعه دهد، موقعیت خود را به عنوان دادستان مستعمرهٔ مریلند مستحکم کرد. بنیان‌گذار مستعمرهٔ مریلند، جورج کالورت و نیز نوادگان او، مریلند را به عنوان پناهگاهی برای کاتولیک‌ها می‌دیدند.
کرول ر تلاشی ناموفق به منظور جلوگیری از اکتساب کنترل سیاسیِ مریلند توسط اکثریت پروتستانی، به پشتیبانی از چارلز کالورت برخاست. به دنبال براندازی مالکیت کالورت و متعاقب آن اخراج کاتولیک‌ها از حکومت مریلند، کرول توجه خود را به کشاورزی، حقوق، بازرگانی و مسئولیت‌های مختلف در بقایای تشکیلات مالک مستعمره کرد. او تا زمان مرگش، ثروتمندترین مرد در مریلند بود. کرول در سال‌های پایانی زندگی‌اش تلاش کرد اندک بقایای قدرت سیاسی در مریلند را به نفع ماتولیک‌ها بازپس گیرد، اما هیئت قانونگذاریِ مستعمراتیِ پروتستانی و فرماندار وقت، جان هارت، آن‌ها را از حقوق اجتماعی محروم کرد. پسرش، چارلز کرولِ آناپلیس، کشاورزی متمول شد و نوه اش، چارلز کرولِ کرولتونِ ثروتمند، تنها امضاکنندهٔ اعلامیهٔ استقلال ایالت متحدهٔ آمریکا بود.
کرول دومین پسر از چهار پسر دنیل کرول از آگاگورتی و لیته‌مونا بود؛ کرول یک ایرلندی کاتولیک بود که خانواده‌اش بیشتر زمین و ثروتشان را در جنگ داخلی انگلستان از دست داده بودند. محل دقیق تولد او مشخص نیست، اگرچه احتمالاً نزدیک شهر کوچک آگاگورتی باشد که پدر کرول بخشی از نام خود را از آن گرفته‌است. بخشی از مایملک خانواده در نزدیکی آگاگورتی توسط ریچارد گریس گرفته شد، دوستی که دنیل کرول را مستأجر ارشد کرد. با این اقدام وسیله‌ای برای گذران زندگی خانواده فراهم شد، اما آن‌ها همچنان در مقایسه با وضعیت پیشین، توانایی مالی محدودی داشتند. محتمل است که چارلز کرول را گریس ثروتمند بزرگ کرده باشد. کرول را احتمالاً گریسِ ثروتمند که خود صاحب فرزند پسر نبود، بزرگ گرد. دارایی هنگفت او می‌توانست هزینهٔ تحصیلات کودک را تأمین کند.
با حمایت گریس، کرول توانست در شهر لیل فرانسه و در دانشگاه دوئه در شاخه‌های فلسفه، علوم انسانی و حقوق مدنی و قانون کلیسایی به تحصیل بپردازد. حول و حوش ماه می سال ۱۶۸۵، کرول به لندن نقل مکان کرد؛ جاییکه او برای فراگیری حقوق مدنی انگلیسی ثبت نام کرده بود و در معبد داخلی پذیرفته شده بود. معبد داخلی یکی از چهار انجمن حرفه‌ای وکلاست که به آن‌ها اجازهٔ وکالت می‌دهد. مطابق سنت خانوادگی، کرول موقعیت خود را به عنوان منشی ویلیام هربرت (نخستین مارکی پوویس) تثبیت کرد. ویلیام هربرت یکی از دو عضو کاتولیک مجلس اعیان در دیوان جیمز دوم بود.

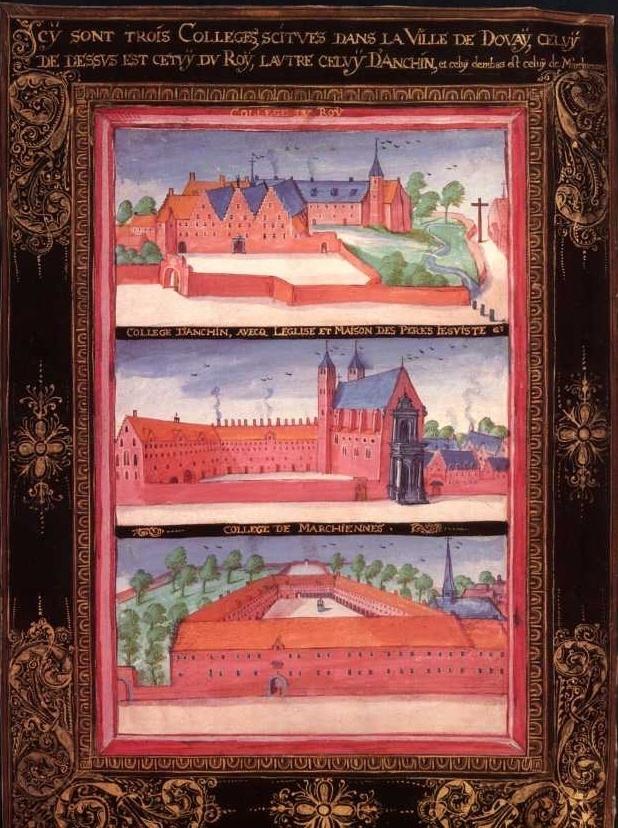
تصویری از دانشگاه دوئه، که کرول در آن به فراگیری حقوق مدنی و قانون شرع پرداخت

نظر به سنت خانوادگی کرول، پوویس به منشی جدید خود گفت که معتقد است شاه جیمز در مورد اغتشاش مذهبی در لندن مشاورهٔ نادرست دریافت می‌کند؛ پوویس نگران عواقبی بود که انتظار کاتولیک‌های انگلیسی را می‌کشد. ظاهراً او از طرف کرول با رابط او، چارلز کالورت (مالک مستعمرهٔ مریلند) صحبت کرد. پدربزرگ چارلز کالورت، جورج کالورت (اولین بارون بالتیمور)، عضو سابق پارلمان و وزیر امور خارجهٔ جیمز اول بود؛ کاتولیک بودن جورج کالورت عامل مؤثری در به پایان رسیدن دورهٔ سیاسی او بود. لابی سنگین جورج کالورت منجر به اعطای منشوری موروثی به خانوادهٔ کالورت شد. مستعمرهٔ مریلند در دههٔ ۱۶۳۰ در زمین واگذارشده توسط این منشور تأسیس شد. این مستعمره به عنوان پناهگاهی برای کاتولیک‌های انگلیسی در نظر گرفته شده بود. شاید پوویس کرول را به مهاجرت به مریلند ترغیب کرده باشد؛ با این امید که زندگی حرفه‌ای مرد جوان در مکانی با کشاکش مذهبی کمتر نسبت انگلستانِ وقت، از مطلوبیت بالاتری برخوردار شود.
کرول در ۱۸ ژوئیهٔ ۱۶۸۸، ازسوی کالورت حکمی دریافت کرد که به موجب آن دادستان مستعمره می‌شد؛ و در اکتبر ۱۶۸۸ به مریلند رسید. کرول ضمن رفتن به مریلند، شعار خانوادگی‌اش را از In fide et in bello forte(قوی در ایمان و جنگ) به Ubicumque cum libertate(هرکجا که در آن آزادی باشد). همینکه کرول انگلستان را ترک کرد، ویلیام اورانژ پروتستانی به انگلستان حمله کرد؛ جیمز دوم گریخت و پارلمان (که به کاتولیک بودن جیمز مظنون بود) ویلیام و همسرش ماری را، دو هفته پس از ورود کرول به مریلند، به عنوان پادشاه جدید و ملکهٔ انگلستان به رسمیت شناخت. این رویداد که با نام انقلاب باشکوه شناخته می‌شود، پیامدهای اساسی برای آیندهٔ مستعمرهٔ مریلند و کرول داشت.

## مسیر حرفه‌ای و به ثروت رسیدن در مریلند

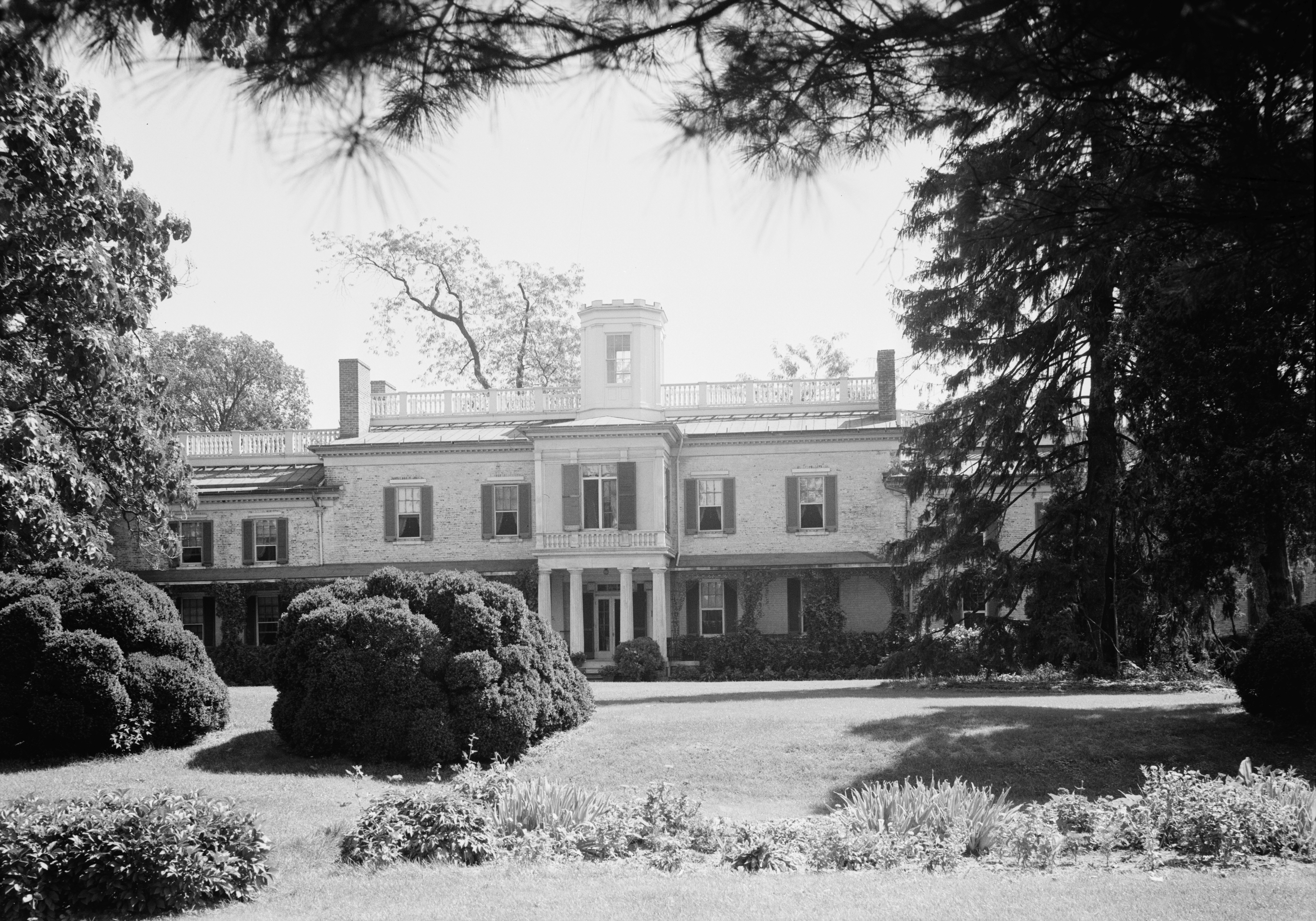
خانهٔ اشرافی دوئورگن، یکی از املاک خانوادگی کرول در مریلند

درست پس از ورود کرول به مریلند، او با ارائهٔ حکم خود به شورای مستعمره به عنوان دادستان جدید آنجا به رسمیت شناخته شد. او وارد مکانی شد که از پیش به وسیلهٔ اختلافات مذهبی و طبقاتی دچار چندپارگی شده بود. کرول و تقریباً تمام ساختار حاکمهٔ مستعمره، به جز مجلس عوام گروه قانونگذاری مالک، توسط کالورت منصوب شده بودند. بیشتر گماشته‌ها کاتولیک و ثروتمند بودند، در حالیکه اکثریت مردم و مجلس عوام گروه قانونگذاری، پروتستان و دارای ثروت کمتری بودند. کرول درست زمانی به مریلند رسید که کشمکش‌های سیاسی، مذهبی و اقتصادیِ دیرپای میان اکثریت پروتستان فقیرتر و اقلیت کاتولیک قدرتمندتر و غنی تر به اوج خود رسیده بود.
در اواخر قرن ۱۷ میلادی اقتصاد مریلند از اثرات ناشی از نوسانات قیمت در بازار جهانیِ تنباکو (محصول فروشی اصلی مریلند)، رنج می‌برد. در آن سال‌ها قیمت در بازارهای جهانی اغلب به ندرت بالاتر از هزینهٔ تولید بود، و در نتیجهٔ آن چیز زیادی برای کشاورزها باقی نمی‌ماند. این جمعیت کوچک کشاورزان پروتستانِ متأثر بطور نامتناسب، همانند تعداد زیادی از صاحبان زمین کاتولیک با جمعیت بیشتر، به اقتصاد تنوع بخشیده بودند. این نابرابری اقتصادی-اجتماعی در حال رشد کشمکش‌های مذهبیِ زمینه‌ای را تشدید کرد. علاوه بر این فرماندار جدید (ویلیام جوزف) که اندکی پیش از کرول به مستعمره رسیده بود، بلافاصله وارد رابطه‌ای خصمانه با مجلس عوامِ تحت سلطهٔ پروتستان‌ها شد. در چنین اوضاع پرمخاطره‌ای که هر لحظه بیم انفجار آن می‌رفت، خبر رسید که انقلاب با شکوه انگلستان به وقوع پیوسته‌است؛ جیمز دوم که کاتولیک بود برکنار شده و ویلیام اورانژِ پروتستان به پادشاهی رسیده‌است. در تلاشی به منظور حفظ کنترل مستعمره، فرماندار جوزف جلسهٔ مجمع استعماری را فوراً لغو کرد؛ این جلسه قرار بود در اوت ۱۶۸۹ برگزار شود.
در پاسخ به لغو جلسه و شایعاتی مبنی بر تشکیل یک اتحاد ضد پروتستان میان کاتولیک‌ها و آمریکاییان بومی، مهاجران پروتستان انجمنی به منظور دفاع از خودشان تشکیل دادند. آن‌ها در ژوئیهٔ ۱۶۸۹ به سوی پایتخت استعماری یعنی شهر سنت ماری پیشروی کردند. متحدان پروتستان به رهبری جان کود، به سرعت توانستند سنت ماری و دیگر شهرهای اصلی مستعمره را تصرف کنند. فرماندار و تعدادی از دیگر هم‌پیمانان کالورت به ویرجینیا گریختند. چارلز کالورت از هیئت بازرگانی و متعاقباً شورای سلطنتی درخواست کمک کرد، اما این گروه‌ها در کنار پروتستان‌ها ایستادند و قدرت حکمرانی بر مستعمره را از خانوادهٔ کالورت گرفتند. درست پس از آن، رهبران جدید مستعمره، کاتولیک‌ها را از فرمانروایی، حمل سلاح، یا خدمت در هیئت منصفه منع کردند.

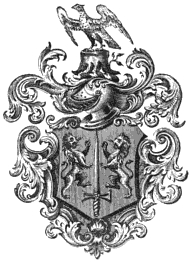
کرولِ مریلند

در طول شورش کرول دورهٔ نقاهت از بیماری شدید خود را می‌گذراند؛ بیماریی که اغلب، مهاجرانی که بدن‌هایشان با شرایط محلی سازگار می‌شد، به آن مبتلا می‌شدند. شاید کرول به دلیل بیماری مجبور به ماندن در مستعمره شد. در عوض کرول از کالورت حمایت کرد و به او مشاورهٔ قانونی داد و تبدیل به منتقد صریح حکومت پروتستان شد. او به خاطر اهانت به رهبران مستعمره دو مرتبه به زندان افتاد؛ یکی از این رهبران فرماندار لیونل کاپلی بود که کرول را به: «ادای سخنرانی‌های متعدد فتنه‌انگیز و شورش‌آمیز» متهم کرد. از دست دادن موقعیت خود در حکومت استعماری و در پی آن دستمزد سالانهٔ ۵۰ پوندی، یک ضربهٔ روحی برای کرول بود. حمایت او از کالورت موقعیت‌های مختلفی را در تشکیلات خصوصی خانوادهٔ کالورت نصیبش کرد؛ موقعیت‌هایی که او در سراسر عمرش از آن منتفع شد.

### ازدواج
کرول ثروت خویش را از طریق یک ازدواج مدبرانه بهبود بخشید. در ماه نوامبر سال ۱۶۸۹، او با مارتا ریجلی آندروود ازدواج کرد، بیوه‌ای که دو شوهر سابقش ثروت کوچکی برای باقی گذارده بودند. کرول بخشی از این ثروت را پس از زایمان منجر به مرگ مارتا در سال ۱۶۹۰ به ارث برد. کودک به افتخار برادر کرول که او نیز مرده بود، آنتونی نام‌گذاری شد. با توجه به اینکه کرول در حرفهٔ وکالت دچار محدودیت شده بود، از میراث خود جهت شروع واردات کالا به مستعمره استفاده کرد. او همچنین مغازه‌ای در شهر آناپولیس خریداری کرد.
در فوریهٔ سال ۱۶۹۳ یا ۱۶۹۴ کرول مجدداً ازدواج کرد؛ این بار با دختر ۱۵ سالهٔ هنری دارنال، که کارگزار اصلی چارلز کالورت در مستعمره بود. کرول با ازدواج با مری دارنال صاحب یک قطعه زمین در پرنس جورج کانتی شد؛ نیز موقعیتی را در دفتر ثبت املاک با دستمزد سالانهٔ ۱۰۰ پوند از آن خود کرد. اتحاد مادام‌العمر با هنری دارنال نیز از ثمرات این ازدواج بود. این قطعه زمین اولین بخش از امپراتوری پهناوری بود که تا زمان مرگ کرول مساحتی نزدیک به ۵۰۰۰۰ جریب(۲۰۰۰۰ هکتار) داشت و ارزش تقریبی آن ۲۰۰۰۰ پوند بود. در برخی از این زمین‌ها ۱۱۲ برده‌ای کار می‌کردند که او در طول دوران زندگی خود به دست آورده بود. این تعداد برده برای یک کشاورز مریلندی آن هم در اوایل دورهٔ استعمار بسیار زیاد بود. از سال ۱۷۰۶ به بعد، کرول و خانواده‌اش در دو ملک اقامت گزیدند؛ خانه‌ای شهری ساخته شده در پایتخت استعماری جدیدِ آناپولیس و مجتمعی کشاورزی به نام دوئورگن در هوارد کانتی کنونی.

### فرزندان
با وجود اینکه کرول در کسب و کار موفق بود، اما او و همسرش صدمات شخصی بسیاری در طول این دوره متحمل شدند. از ده فرزند متولد شدهٔ چارلز و مری کرول، پنج تا در یکسالهٔ نخست زندگی مردند. هنری، بزرگترین پسر آن‌ها یک سال پیش از پدرش در سال ۱۷۱۹ و در سن بیست ویک یا دو سالگی درگذشت. تنها فرزند سوم به نام چارلز معروف به چارلز کرولِ آناپولیس و پسر بعدی آن‌ها به نام دنیل ازدواج کردند و صاحب فرزند شدند.
هنری دارنال در سال ۱۷۱۱ درگذشت. کرول به عنوان وکیل و مأمور خزانهٔ خانوادهٔ کالورت در مستعمره، تمامی سِمَت دارنال را تصدی کرد؛ و این یعنی هر دو مسند را با حقوق اضافی قابل توجه. یکی از بیشمار کاربردهای مصرف این پول، وام دادن بود. از سال ۱۷۳۰ به بعد، او تبدیل به بزرگترین دهندهٔ وام مسکن در مستعمره شد؛ و تعدادی وام شخصی هنگفت به دیگر کشاورزان داد. کرول حرفهٔ وکالت را ادامه داد و درآمد اندکی از دعاوی مورد بحث در دو دادگاه چانسری و پروگتیو به دست آورد؛ این دو در زمرهٔ دادگاه‌هایی بودند که همچنان به کاتولیک‌ها اجازهٔ وکالت می‌دادند. معاملات او در نهادهای تجاری نیز ادامه یافت. همهٔ اینها با هم کرول را به ثروتمندترین مرد مستعمره و برجسته‌ترین کاتولیک تبدیل کرد.

## واپسین تلاش در راستای قدرت سیاسی و مرگ

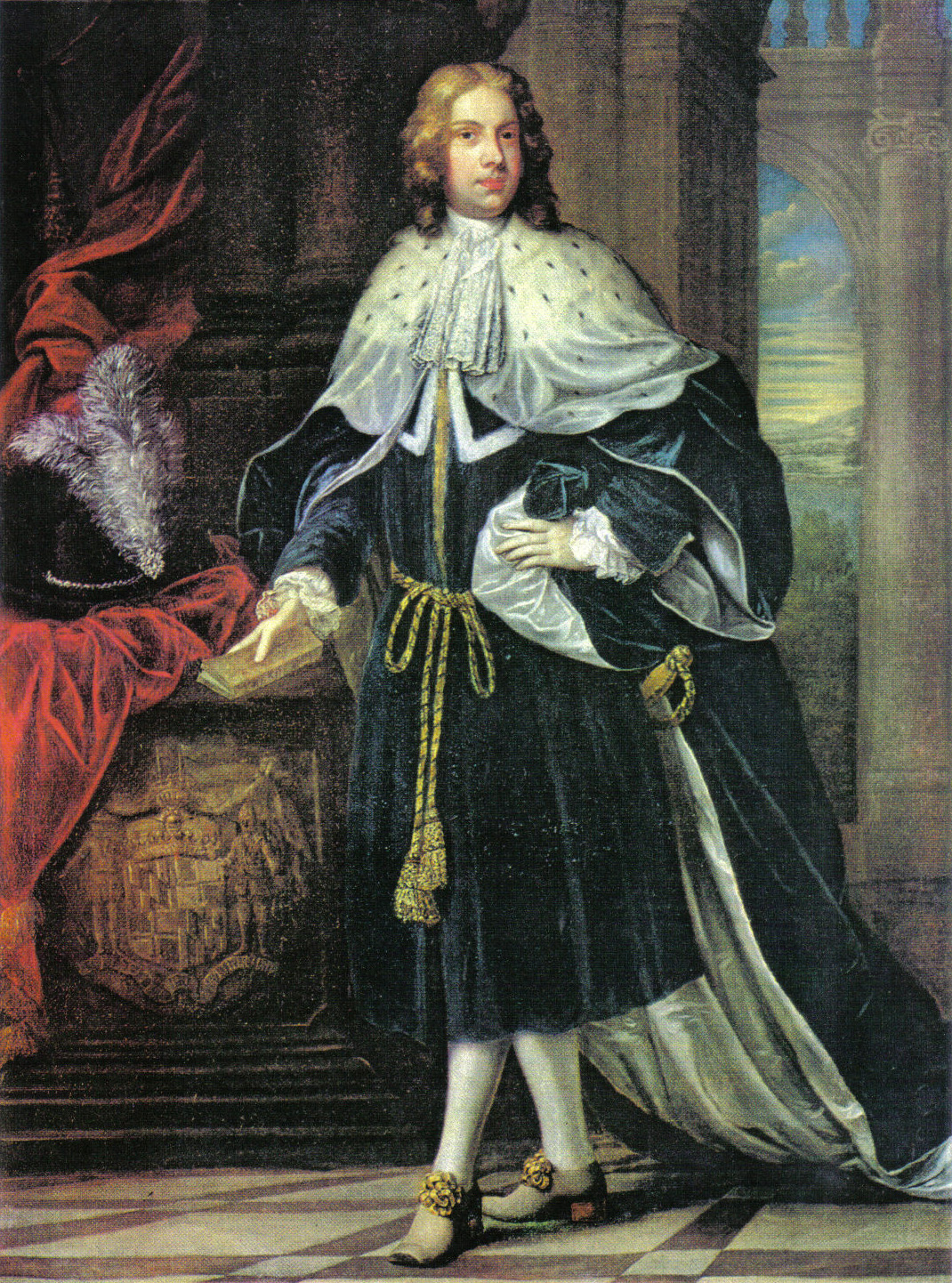
بندیکت کالورت که مالکیت او بر مریلند، آن دگراندیش‌پذیری مذهبی مورد انتظار چارلز کالورت را به بار نیاورد.

در سال ۱۷۱۵ و پس از گرویدن بندیکت کالورت به پروتستانتیسم، سلطهٔ سیاسی بر مریلند به خاندان کالورت بازگردانده شد. کرول با حمایت تعدادی از خاندان‌های کاتولیک برجستهٔ مریلند و نیز با جسارتی که از تغییر اوضاع به دست آورده بود، برای به دست آوردن منصب حکومتی در ایالت تلاش کرد. این اتفاق یک عدول اساسی از سیاست محرومیت کاتولیک‌ها از سیستم حکومتی محسوب می‌شد؛ سیاستی که از زمان تصاحب قدرت توسط پروتستان‌ها در سال ۱۶۸۹ برقرار بود. مهم‌ترین مخالف کرول در این مسیر، فرماندار جان هارت بود. در سال ۱۷۱۶ هارت دریافت که کرول در حال برنامه‌ریزی برای سفر به انگلستان است و قصد دارد با مأموران عالی‌رتبهٔ کالورت لابی کند. هدف او از این کار بازگردانی حقوق تصدی کرسی قدرت به کاتولیک‌ها بود؛ امری که هارت شدیداً با آن مخالف بود. هارت کرول را چنین توصیف کرده بود:
«یک کاتولیک با اظهارات آشکار، و نخستین برانگیزانندهٔ اغتشاشات اخیر که از طریق اداراتی که قبلاً به کار گرفته بود و نیز حرفهٔ وکالت خود عمارت بزرگی در ایالت به دست آورد… باید الزاماً آرزوی حکومت را به شادی پیشین او بیفزایید».
کرول به منظور قبولاندن دعوی خود به انگلستان سفر کرد، اگرچه هارت بعدها مدعی شد که به او قول داده شده بود که چنین لابی اتفاقی نمی‌افتد. کرول مقاماتِ شخص مالک را متقاعد کرده بود که او را به عنوان نمایندهٔ ارشدِ مالک در مستعمره برگزینند. علاوه بر این او به مقام‌های خزانه‌دار، مصادره‌گر و افسر نیروی دریایی گماشته شد. این موقعیت‌ها با هم به طرز مؤثری به کرول قدرت نظارت بر تمامی پول موجود در مستعمره را داد؛ پولی که توسط دولت یا تشکیلات خصوصی کالورت جمع‌آوری می‌شد.
با بازگشت کرول از کریلند، هارت به دو دلیل بسیار خشمگین گشت؛ یکی به دلیل اینکه کرول را تهدیدی برای قدرت خود می‌دید و دلیل دیگر اینکه ایدهٔ حضور یک کاتولیک در جایگاه حکومتی در مستعمره به مذاقش خوش نمی‌آمد. هارت خواستار آن شد که کرول سوگند وفاداری بخورد؛ سوگندی که کرول مایل به خوردن آن بود. همچنین مطالبهٔ دیگر هارت خوردن سوگند ارتداد بود که به موجب آن کرول رسیدن پروتستان‌ها به تاج و تخت را تأیید می‌کرد؛ لیکن کرول حاضر به ایراد چنین قسمی نبود. کرول در حیطهٔ مجازِ حکم مالک آغاز به کار کرد، و هارت از مجلس اعیانِ هیئت قانونگذاری مستعمره درخواست کمک کرد. مجلس با رد کردن استدلال‌های کرول در حمایت از حق خود برای تصدی مناصب دولتی، مانع تلاش‌های او برای یه کار گرفتن حکم شد، و در نزدیکی پایان سال ۱۷۱۶ مجموعه قوانینی تصویب کرد که الزامات سوگندِ دولتمردان را محدود و تصدیق می‌کرد؛ قوانینی که عمداً ضد کاتولیک بودند. پایه‌های استدلال کرول ممکن است آن هنگام سست شده باشد که او به دفاع از برادرزاده‌اش روی آورد؛ برادرزادهٔ کرول پیش از این به سلامتی به سلامتی جیمز فرانسیس نوشیده بود. استوارت طی شورشی در سال ۱۷۱۵ تلاش کرده بود به پادشاهی بریتانیا برسد و نزد پروتستان‌های مستعمره شدیداً منفور بود. مالک مستعمره که به تازگی جایگاه خود را بازیافته بود و نمی‌خواست در معرض خطر از دست دادن مستعمره قرار گیرد، تصمیم مجلس را تأیید کرد. مطابق گزارشی که هارت بعدها تقدیم مجلس کرد، کرول کمپینی را به منظور تخریب فرماندار به راه انداخته بود. هیچ مدرکی مبنی بر صحت ادعای هارت وجود نداشت، لیکن مجلس در سال ۱۷۱۸ قوانین ضدکاتولیک سخت گیرانه‌تری تصویب کرد، قوانینی شامل محرومیت از حق رأی که مردان کاتولیک را از حق رأی دادن محروم می‌کرد.
کارول درگذشت تنها دو سال بعد با ثروت خود را دست نخورده اما پس از شکست به دست آوردن هر گونه حقوق سیاسی برای کاتولیک‌ها در مریلند است. کارول پسر ارشد هنری مرده بود یک سال قبل از ثروت خانواده و بار عنوان یک خانواده کاتولیک پروتستان در تحت سلطه مریلند منتقل شد به پسر چارلز و دانیل.
کارول فرزندان در ادامه به نقش برجسته در مستعمره. پسرش چارلز شناخته شده به عنوان چارلز کارول از آناپولیس حفظ و گسترش ثروت خانواده است. نوه‌اش چارلز کارول از Carrolltonبه دست ترمیم حقوق سیاسی پدر بزرگ او تا به حال مورد نظر است. او تنها کاتولیک به امضای اعلامیه استقلال.